# Yannick Nézet-Séguin
Pour les articles homonymes, voir Seguin.
Yannick Nézet-Séguin, né le 6 mars 1975, à Montréal, au Québec, est un chef d'orchestre québécois.
Il dirige l’Orchestre Métropolitain de Montréal depuis 2000 et l’Orchestre philharmonique de Rotterdam de 2008 à 2018 et devient la même année chef d'orchestre invité principal de l’Orchestre philharmonique de Londres. Le 18 octobre 2012, à 37 ans, il devient chef principal du prestigieux Orchestre de Philadelphie. Il dirige aussi quelques opéras au Metropolitan Opera de New York avant de succéder au directeur musical du Met, James Levine, en septembre 2018 .
Il est reconnu comme une étoile montante dans le monde de la direction d’orchestre. Le 14 mai 2017, il se voit décerner un doctorat honorifique en musique de l'Université McGill, à Montréal, Québec, Canada, pour ses multiples accomplissements.
Il est choisi par, l’orchestre philharmonique de Vienne pour diriger le concert du nouvel an 2026.

## Biographie
Yannick est le benjamin d'une famille de 3 enfants ; l'aînée Sylviane et la cadette Isabelle œuvrent toutes deux dans le domaine de l'enseignement. Sa mère Claudine Nézet, M.A. éducation, originaire de Montréal, d'ascendance bretonne, a fait carrière dans l'enseignement et la recherche universitaires, principalement à l'UQAM. Son père Serge P. Séguin, natif de Lachute, Ph.D. éducation, a fait carrière comme professeur à l'Université du Québec à Montréal (UQAM); il a été directeur du doctorat en éducation durant plusieurs années.
Yannick Nézet-Séguin étudie le piano à l'âge de cinq ans auprès de Jeanne-d'Arc Lebrun-Lussier et s'intéresse au métier de chef d'orchestre depuis l'âge de dix ans. Il poursuit ses études primaires à l'école St-Isaac-Jogues, ses études secondaires au Collège Mont-Saint-Louis et ses études collégiales au Collège de Bois-de-Boulogne à Montréal. Parallèlement, il est admis dans la classe de piano d'Anisia Campos au Conservatoire de musique et d'art dramatique du Québec à Montréal. Il étudie la direction chorale au Westminster Choir College à Princeton dans le New Jersey, auprès de Joseph Flummerfelt.
À 19 ans, Nézet-Séguin rencontre le chef Carlo Maria Giulini qu'il suit en répétitions et en concert, et échange avec lui sur ses interprétations. Nommé directeur musical du Chœur polyphonique de Montréal en 1994, il obtient le même poste au Chœur de Laval en septembre 1995. En 1995, il fonde son ensemble vocal et instrumental, La Chapelle de Montréal, avec lequel il dirige de deux à quatre concerts par année jusqu'en 2002. Il considère Charles Dutoit comme sa première inspiration d'enfant et Carlo Maria Giulini comme son maître.
À l'Opéra de Montréal, de 1998 à 2002, il occupe les fonctions de chef de chœur, d'assistant chef d'orchestre et de conseiller musical et dirige plusieurs productions et galas. Soutenu par plusieurs personnes dont Paul Desmarais (fils) et Jean-Pierre Goyer, en mars 2000, il prend la direction de l'Orchestre Métropolitain à Montréal, avec lequel il réalise de nombreux enregistrements, sous étiquette Atma classique. De 2003 à 2006, il occupe également le poste de chef invité principal de l'Orchestre symphonique de Victoria.
En 2004, sa carrière débute en Europe, et, quelques années plus tard, aux États-Unis. Choisi unanimement par les musiciens, il succède à Valery Gergiev en septembre 2008 comme directeur de l'Orchestre philharmonique de Rotterdam (RPhO). Son premier contrat de quatre ans avec le RPhO se prolonge jusqu'en 2015. Au même moment, il devient Chef invité principal de l'Orchestre philharmonique de Londres, et ce jusqu'en 2014.
En décembre 2008 et 2009, Yannick Nézet-Séguin est invité à diriger l'Orchestre de Philadelphie. En juin 2010, il est nommé directeur musical de cet orchestre, son poste prenant effet en octobre 2012.
Yannick Nézet-Séguin participe à de nombreuses productions canadiennes d'opéras, dont Faust de Gounod à Vancouver en 2006, Madame Butterfly de Puccini à Montréal en 2008, et Salomé de Richard Strauss à Montréal en 2011.
Le 31 décembre 2009, il fait ses débuts au Metropolitan Opera (Met) de New York avec une nouvelle production de Carmen de Bizet mettant en vedettes Elīna Garanča et Roberto Alagna. Il retourne au Met, en décembre 2010, pour Don Carlos de Verdi et, en novembre 2011, pour Faust avec Jonas Kaufmann. En juin 2011, il fait ses débuts à La Scala de Milan dans Roméo et Juliette de Gounod. En février 2012, il dirige Rusalka de Dvorak au Royal Opera House de Londres.
En mai 2015, il annonce qu'il quittera la direction musicale de l'Orchestre de Rotterdam en 2018et est nommé chef honoraire.
En 2016, il effectue une tournée en Europe où il dirige le Chamber Orchestra of Europe. Il effectuera par la suite de nombreuses tournées européennes, asiatiques et américaines avec plusieurs de ses ensembles.

## Discographie
- 2003 : Conversations, ATMA Classique.
- 2003 : Nino Rota, OMGM, J. Swartz (harpe), OM, ATMA Classique.
- 2004 : Gustav Mahler, Symphonie no 4, Karina Gauvin (soprano), OM, 2004, Arianna a Naxos, D. DQ Lee (haute-contre), ATMA Classique.
- 2005 : Kurt Weill, avec Diane Dufresne, OM, ATMA Classique.
- 2006 : Wolfgang Amadeus Mozart, Lieder, Suzie LeBlanc (soprano), ATMA Classique.
- 2006 : Camille Saint-Saëns, Symphonie no 3, OM, ATMA Classique.
- 2006 : Kurt Weill, Symphonie no 2, OM, ATMA Classique.
- 2006 : Kurt Weill - Nino Rota, OM, CD-catalogue, ATMA Classique.
- 2007 : Anton Bruckner, Symphonie no 7, OM, ATMA Classique.
- 2007 : Debussy - Britten - Mercure, La Mer, OM, ATMA Classique.
- 2008 : Anton Bruckner, Symphonie no 9, OM, ATMA Classique.
- 2008 : Gounod, Roméo et Juliette, Mozarteum Orchestra Salzburg, Deutsche Grammophon.
- 2009 : Anton Bruckner, Symphonie no 8, OM, ATMA Classique.
- 2009 : Beethoven - Korngold, Violin Concertos, Renaud Capuçon, Rotterdam Philh. O, Virgin Classics.
- 2010 : Maurice Ravel, Daphnis et Chloé, La Valse, Rotterdam Philh. O, EMI Classics.
- 2010 : Camille Saint-Saëns, Symphonie no 3, Philippe Bélanger, OM, ATMA Classique.
- 2010 : Mascagni - Verdi - Puccini - Leoncavallo, etc., Tenor Arias, Marc Hervieux, OM, ATMA Classique.
- 2010 : Taffanel - Gluck - Doppler - Fobbes, Fantasy - A Night At The Opera, Emmanuel Pahud, Rotterdam Philh. O, EMI Classics.
- 2010 : Johannes Brahms, German Requiem, Watts, Degout, London Philh. O & Ch., LPO.
- 2012 : Mozart, Don Giovanni, Mahler Chamber Orchestra, Deutsche Grammophon.
- 2013 : Mozart, Così fan tutte, Chamber Orchestra of Europe, Deutsche Grammophon.
- 2013 : Stravinsky, Le Sacre du Printemps, The Philadelphia Orchestra, Deutsche Grammophon.
- 2015 : Mozart, Die Entführung aus dem Serail, Chamber Orchestra of Europe, Deutsche Grammophon.
- 2016 : Mozart, Le nozze di Figaro, Chamber Orchestra of Europe, Deutsche Grammophon.
- 2016 : Mahler, Symphonie Nr. 1, Bavarian Radio Symphony, Br Klassik.
- 2018 : Destination Rachmaninov : Concertos pour piano 2 et 4, Daniil Trifanov Philadephia Orchestra (DGG)
- 2023 :  Rachmaninov Symphonies Nos. 2 et 3 • Isle Of The Dead, The Philadelphia Orchestra  (Deutsche Grammophon)

## Distinctions

### Prix
- 2000 : Prix Virginia-Parker
- 2005-2011 : plusieurs Prix Opus
- 2009 : Prix de la Société philharmonique royale de Londres (catégorie Jeunes artistes)
- 2010 : Prix du Gouverneur général des arts de la scène (Prix du Centre national des arts)
- 2011 : Prix Denise-Pelletier (Prix du Québec des arts de la scène)[8]
- 2016 : Artiste de l'année (distinction décernée par Musical America)[9]
- 2020 : Prix Betty Webster, Orchestres Canada
- 2022 : Prix Grammy de la meilleure prestation orchestrale, Orchestre de Philadelphie

### Honneurs
- 2011 : Doctorat honoris causa de l'Université du Québec à Montréal
- 2015 : Médaille d'honneur de l'Assemblée nationale[10]
- 2021 : Doctorat honoris causa de l'Université Laval

Nézet-Séguin est également honoré par une fresque murale (dont l'auteure est MC Baldassari) de l'organisme MU à 10401, rue Berri, à Montréal, dans l'arrondissement d'Ahuntsic-Cartierville où il est né.

### Décorations
- Compagnon de l'Ordre du Canada en 2012.
- Officier de l'Ordre de Montréal en 2017[12].
- Compagnon de l'Ordre des arts et des lettres du Québec en 2015.
- Officier de l'ordre des Arts et des Lettres (France) en 2022[13].